# Complejo Lagunar de la Salada de Chiprana
Complejo Lagunar de la Salada de Chiprana este o arie protejată (arie specială de conservare — SAC, sit de importanță comunitară — SCI) din Spania întinsă pe o suprafață de 154,83 ha, integral pe uscat.

## Localizare
Centrul sitului Complejo Lagunar de la Salada de Chiprana este situat la coordonatele 41°14′25″N 0°11′04″W / 41.2402°N 0.184306°V.

## Înființare
Situl Complejo Lagunar de la Salada de Chiprana a fost declarat sit de importanță comunitară în aprilie 1999 în scopul protejării mai multor specii din flora spontană și fauna sălbatică aflate în arealul zonei. Situl a fost protejat și ca arie specială de conservare a unor habitate naturale de interes comunitar în februarie 2021.

## Biodiversitate
Situată în ecoregiunea mediteraneană, aria protejată conține 7 habitate naturale: Tufărișuri halofile mediteraneene și termo-atlantice (Sarcocornetea fruticosi), Galerii și tufărișuri riverane sudice (Nerio-Tamaricetea și Securinegion tinctoriae), Salicornia și alte specii anuale care populează regiunile mlăștinoase și nisipoase, Pășuni mediteraneene udate de apa mării (Juncetalia maritimi), Stepe sărăturate mediteraneene (Limonietalia), Ape stătătoare oligotrofe până la mezotrofe, cu vegetație de Littorelletea uniflorae și/sau de Isoëto-Nanojuncetea, Matorral arborescenți cu Juniperus spp..
La baza desemnării sitului se află un număr nedeclarat de specii protejate:
Pe lângă speciile protejate, pe teritoriul sitului au mai fost identificate 11 specii de plante, 16 specii de păsări, 3 specii de amfibieni, 2 specii de mamifere.